# 主教城堡
主教城堡（Bishop's Castle）是英格蘭什羅普郡西南部的一個小鎮。2011年人口普查時，主教城堡有人口1,893人。主教城堡有兩座小型啤酒廠，其中一座是英國最古老的啤酒廠。

## 友好城市
- 法國 圣马塞尔 (厄尔省)